# Trustrup (Hundslund Sogn)
 For alternative betydninger, se Trustrup. (Se også artikler, som begynder med Trustrup)
Trustrup er en landsby ca. 1 km sydvest for Hundslund. Vejen Trustrupvej går fra Sondrup til Trustrup, og Glibingvej går fra Søvind til Trustrup.
Ca. 300 m syd for Trustrup ligger udsigtshøjene Trustrup høje, der er et yndet udflugtsmål for hele Odder kommune.[kilde mangler] Herfra kan man se en del af Horsens Fjord og Alrø.
|  | Denne artikel om lokaliteten Trustrup (Hundslund Sogn) kan blive bedre, hvis der indsættes et (bedre) billede. Du kan hjælpe ved at afsøge Wikimedia Commons for et passende billede eller lægge et op på Wikimedia Commons med en af de tilladte licenser og indsætte det i artiklen. |

55°54′10″N 10°02′16″Ø / 55.9027°N 10.0379°Ø